# Movimento Repubblicani Europei
De Movimento Repubblicani Europei (Nederlands: Beweging van Europese Republikeinen) was een kleine, centrum-linkse en liberale Italiaanse partij. In 2001 scheidde de partij zich af van de Republikeinse Partij van Italië uit protest tegen de toetreding van die partij tot het Huis van de Vrijheden van Silvio Berlusconi. De partij maakt deel uit van de Olijfboomcoalitie en in 2004 werd een kandidaat in het Europees Parlement gekozen (ELDR).
De laatste leider van de Movimento Repubblicani Europei was Luciana Sbarbati. De partij werd sterk beïnvloed door het denken van Giuseppe Mazzini en Ugo La Malfa en was pro-Europees. Omdat de partij lid was van de Olijfboomcoalitie maakte het automatisch ook deel uit van De Unie, de alliantie van Romano Prodi.
Op 14 oktober 2007 werd besloten de partij op te heffen, om deel uit te maken van de Democratische Partij, samen met andere (centrum)linkse partijen.
| Jaar | parlement                       | %      | zetels |
| ---- | ------------------------------- | ------ | ------ |
| 2001 | Kamer van Afgevaardigden Senaat | 0,02 - | 0      |
| 2006 | Kamer van Afgevaardigden Senaat | - 0,1  | 0      |